# فلیپکارت
فلیپکارت (انگلیسی: Flipkart) شرکت تجارت الکترونیک هندی است، که در سال ۲۰۰۷ توسط ساچین بانسال تأسیس شد.